# Noventa y seis
El noventa y seis (96) es el número natural que sigue al noventa y cinco y precede al noventa y siete.

## Propiedades matemáticas
- Es un número compuesto, que tiene los siguientes factores propios: 1, 2, 3, 4, 6, 8, 12, 16, 24, 32 y 48. Como la suma de sus factores es 156 > 96, se trata de un número abundante.

## Características
- 96 es el número atómico del curio, un actínido.

- Datos: Q280167
- Multimedia: 96 (number) / Q280167